# Magorzyca (polana)
Magorzyca (Magórzyca, Magurzyca) – polana w Paśmie Radziejowej w Beskidzie Sądeckim. Znajduje się na wysokości 800–890 m n.p.m. w długim północno-wschodnim grzbiecie Radziejowej, 2,5 km na od jej wierzchołka, na grzbiecie oddzielającym tutaj dolinę potoku Potoku Bańskiego od doliny potoku Magurne. Polana znajduje się na tym grzbiecie na odcinku pomiędzy Przełęczą Mićkowską (875 m), wierzchołkiem 890 m i Górą Kornytową (830 m).
Nazwę Magorzyca nosi też góra (882 m), położona 1 km na zachód od polany Magorzyca.
Polana znajduje się w granicach wsi Roztoka Ryterska w województwie małopolskim, w powiecie nowosądeckim, w zachodniej części gminy Rytro. Obecnie jest w połowie porośnięta lasem (druga połowa służy jako paśnik dla dzikiej zwierzyny), kiedyś zamieszkana (jedno gospodarstwo) służyła jako łąka kośna. Jako polana znana od 1846 roku (mapa ewidencyjna). Nazwa polany jest pochodzenia wołoskiego, măgura to wysoka, odosobniona góra.

## Szlaki turystyczne
żółty szlak pieszy: dolina Wielkiej Roztoki – Jaworzyna Wielka – Przełęcz Mićkowska – polana Magorzyca – Jaworzyny – przełęcz Żłobki. 3:30 h, ↓ 2:30 h.